# Pierre Rabhi
Pierre Rabhi (Kenadsa, Argelia, 29 de mayo de 1938-Bron, Francia, 4 de diciembre de 2021) fue un agricultor, político, escritor y filósofo francés de origen argelino. Fue uno de los precursores e impulsores del agroecologismo. Fue asimismo partidario del movimiento de regreso a la tierra, y fundador del concepto de “oasis en todos los lugares”. Defendió un modo de sociedad más respetuosa con las personas y la tierra, y apoyó el desarrollo de prácticas agrícolas respetuosas con el medio y preservando los recursos naturales, principalmente en los países áridos.

## Biografía
Nació en 1938 en Kenadsa cerca de Béchar, en Argelia. En 1958 emigró a Francia, radicándose al principio en París.

### El regreso a la tierra
Trabajó como técnico para una empresa en la que conoció a Michèle, su futura esposa.
Ambos desean huir de la vida urbana y dedicarse a la agricultura. Encuentran al doctor Pierre Richard, ecologista y visionario que se ocupaba por entonces de la creación del Parque nacional de las Cevenas, quien les anima en su proyecto.
Deciden entonces instalarse en Ardèche en 1960, decisión original pues precede en varios años el movimiento neorurral de fin de los años 60. Tras 3 años como trabajador agrícola, se convierte en agricultor independiente con el objetivo de no reproducir los modelos productivistas y combina la agricultura biodinámica con la cría de cabras.
Tras unos comienzos difíciles, adquieren suficiente experiencia y en 1968 reciben y aconsejan a otros neorrurales. Necesitarán 15 años para poder vivir de su granja.

### El reconocimiento
En 1978 enseñaba la agroecología en el CEFRA (Centre d'études et de formation rurales appliquées) y en 1981 viajó a Burkina Faso solicitado por el gobierno del país y con el apoyo del CRIAD (Centre de relations internationales entre agriculteurs pour le développement).
En 1985 creó un centro de formación en la agroecología en Gorom-Gorom con el apoyo de la asociación Le Point-Mulhouse. En 1988 fundó el CIEPAD (Carrefour international d'échanges de pratiques appliquées au développement) con el apoyo del consejo eneral de Héraul. Organiza un «módulo optimizado de instalación agrícola», de programas de sensibilización y formación, así como de numerosas acciones de desarrollo en el extranjero (Marruecos, los Territorios Palestinos, Argelia, Túnez, Senegal, Togo, Benín, Mauritania, Polonia y Ucrania). En 1992 lanza el programa de rehabilitación del oasis de Chenini-Gabès en Túnez.
También fue el creador de la asociación Terre et Humanisme (Tierra y humanismo), libre de toda referencia ideológica, confesional, de toda autoridad espiritual o laica; y que concentra sus acciones humanistas en la práctica de alternativas que concilian la seguridad y la salubridad alimentarias y salvaguarda la autonomía y la supervivencia de las poblaciones.

## Libros publicados
- Du Sahara aux Cévennes ou la Reconquête du songe (autobiographie, prix du Cabri d'or de l'Académie cévenole), Lavilledieu, Éditions de Candide, 1983, rééd. éditions Albin Michel, Paris, 1995, rééd. sous le titre Du Sahara aux Cévennes : itinéraire d'un homme au service de la Terre-Mère, éd. Albin Michel, Paris, 2002
- Le Gardien du feu : message de sagesse des peuples traditionnels (roman), Lavilledieu, Éditions de Candide, 1986, nouvelle édition Paris, Albin Michel, 2003
- L'Offrande au crépuscule (prix des sciences sociales agricoles du ministère de l'Agriculture), Lavilledieu, Éditions de Candide, 1989, rééd. aux éditions L'Harmattan, 2001
- Le Recours à la terre (recueil d'articles), Lyon, Terre du Ciel, 1995, nouvelle éd. augm. 1999
- Parole de Terre : une initiation africaine, Paris, Albin Michel, 1996 (préface de Yehudi Menuhin) As in the Heart, So in the Earth, traduit par Joseph Rowe, Park Street Press, Rochester, Vermont, 2007
- Manifeste pour des Oasis en tous lieux, ouvrage collectif sous la direction de Pierre Rabhi, 1997
- Le Chant de la Terre, interview par Jean-Pierre et Rachel Cartier, éd. La Table Ronde, Paris, 2002
- Graines de possibles, regards croisés sur l'écologie, avec Nicolas Hulot, Paris, Calmann-Lévy, 2005 (ISBN 2-7021-3589-7)
- Conscience et environnement, Éditions du Relié, Gordes, 2006
- La Part du colibri : l'espèce humaine face à son devenir, La Tour-d’Aigues, Éditions de l'Aube, 2006 (ISBN 2-7526-0269-3) — Témoignage au Festival du livre de Mouans-Sartoux en 2005
- Écologie et spiritualité, Paris, Éditions Albin Michel, 2006 — Ouvrage collectif avec, entre autres, Jacques Brosse, André Comte-Sponville, Eugen Drewermann, Albert Jacquard, Jacques Lacarrière, Théodore Monod, Jean-Marie Pelt, Annick de Souzenelle
- Terre-Mère, Homicide volontaire ? Entretiens avec Jacques-Olivier Durand, éd. Le Navire en pleine ville, Saint-Hippolyte-du-Fort (Gard), 2007
- Manifeste pour la Terre et l'Humanisme - Pour une insurrection des consciences, Arlés, Actes Sud, 2008
- Vers la sobriété heureuse, Arlés, Actes Sud, 2010
- Éloge du génie créateur de la société civile, Arlés, Actes Sud, 2011
- Un nouveau monde en marche : vers une société non-violente, écologique et solidaire de Laurent Muratet et Étienne Godinot, éd. Yves Michel, Gap, 2012 Participation de Pierre Rabhi, aux côtés, entre autres, de Akhenaton, Christophe André, Stéphane Hessel (préface), Jean-Marie Pelt, Matthieu Ricard, Jean Ziegler
- Pierre Rabhi, semeur d'espoirs, entretiens, Olivier Le Naire, Arlés, Actes Sud, 2013
- Le monde a-t-il un sens ? avec Jean-Marie Pelt, Fayard, 2014 (ISBN 978-2-213-68186-3)
- L'Agroécologie, une éthique de vie, entretien avec Jacques Caplat, Arlés, Actes Sud, 2015 (ISBN 978-2-330-05646-9)
- La Puissance de la modération, Hozhoni, 2015 (ISBN 978-2372410182)
- La Convergence des consciences, Le Passeur, 2016 (ISBN 978-2368904749)

## Filmografía
- Participó en el documental Sous les pavés, la Terre, que expone soluciones durables realizables a corto y medio plazo en diversos campos: agricultura, transportes o alojamiento.
- En el año 2015, participó también en la película documental de Cyril Dion Mañana.